# Temačna voda (film, 2002)
Temačna voda (v izvirniku 仄暗い水の底から – Honogurai mizu no soko kara, dobesedno »Z dna temačne vode«) je japonska dramska grozljivka iz leta 2002, delo režiserja Hidea Nakate. Film je posnet po istoimenski zgodbi avtorja Kodžija Suzukija in govori o materi samohranilki, ki se s hčerko preseli v novo stanovanje, kjer začne doživljati nadnaravne pojave, med njimi skrivnostno vodo, ki kaplja iz stanovanja nad njo.
Leta 2005 je izšel ameriški remake v režiji Walterja Sallesa, v katerem je zaigrala Jennifer Connelly.

## Vsebina
Jošimi Macubara se sredi ločitvenega postopka trudi zaživeti na novo. Najame stanovanje v dotrajanem bloku, hčerko Ikuko vpiše v bližnji vrtec in se zaposli kot lektorica pri manjši založbi. S stropa njenega stanovanja kaplja voda in stanje je iz dneva v dan slabše. Jošimi se pritoži upravniku stavbe, vendar ta ne stori nič. Nato skuša stopiti v stik s stanovanjem nad svojim, a ne dobi odgovora. Ko odhaja, od daleč zagleda skrivnostno dolgolaso deklico, ki kuka skozi vrata, toda ko se vrne, o njej ni sledu.
Nenavadnih dogodkov je čedalje več. Redno se pojavlja rdeča otroška torbica ne glede na to, kako pogosto se je Jošimi poskuša znebiti. Skrivnostna deklica se prikaže še večkrat. Jošimi večkrat zamudi v vrtec po Ikuko in izgubi živce nad bivšim možem, ko jo poskuša odpeljati. Nekaj dogodkov ji obudi spomin na čas, ko je bila kot otrok sama zapuščena, vendar to poskuša prikriti. Ikuko v vrtcu med igro skrivalnic vidi dolgolaso deklico v rumenem dežnem plašču, omedli in resno zboli. Puščanje vode je medtem vedno hujše. Jošimi izve za pogrešano deklico po imenu Micuko Kavai, ki je obiskovala isti vrtec kot Ikuko in je pred dvema letoma izginila, z letaka, na katerem je upodobljena v rumenem dežnem plašču in z rdečo torbico. Kasneje ugotovi, da je Micuko živela v stanovanju nad njenim.
Nekega dne Ikuko izgine, Jošimi pa jo najde v stanovanju nad njima. V njem voda teče iz odprtih pip in poplavlja celoten prostor. Jošimi se odloči, da bo spakirala in odšla, toda njen odvetnik jo odvrne od tega, saj bi nova selitev močno oslabila njen položaj v postopku razveze. Odvetnik prisili upravnika, da končno ukrepa in ustavi puščanje vode. Življenje se za kratek čas vrne v normalo, toda kmalu Jošimi spet najde rdečo torbico, tokrat v Ikukini šolski torbi. Odide na streho bloka in opazi, da je bil rezervoar za vodo zadnjič odprt in pregledan istega dne, kot je izginila Micuko. Doživi vizijo, da je Micuko padla v rezervoar, ko je iz njega poskušala rešiti rdečo torbico, in v njem utonila. Micukin duh medtem poskuša utopiti Ikuko v kadi.
Jošimi najde Ikuko nezavestno v kopalnici. Vzame jo v naročje in odhiti v dvigalo, kjer navidez pobegne od Micukine pojave. Toda ko se vrata dvigala zaprejo, z grozo ugotovi, da je podoba, ki jo zasleduje, v resnici njena hči, v rokah pa nosi Micuko. Jošimi spozna, da je Micuko ne bo izpustila, zato se žrtvuje in se pretvarja, da je njena mama. Dvigalo odpelje proti strehi in Ikuko mu v solzah sledi, ko se vrata odprejo, pa iz njega brizgne le rjava voda.
Deset let kasneje Ikuko, ki je zdaj srednješolka, ponovno obišče zdaj zapuščeni blok. Odkrije, da je njeno staro stanovanje presenetljivo čisto, kot bi v njem kdo živel. Nato sreča svojo mamo, ki je videti enako kot pred desetimi leti. Mati in hči se pogovorita in Jošimi ji pove, da dokler je Ikuko v redu, je srečna. Ikuko si zaželi živeti z materjo, za katero misli, da je živa, a ji Jošimi z nasmehom pove, da bi bilo to nemogoče in da žal ne moreta biti skupaj. Ikuko se zazdi, da nekdo stoji za njo, vendar ko se ozre, ne vidi nikogar (občinstvo lahko vidi Micuko). Ko se obrne, izgine tudi Jošimi. Medtem ko odhaja, Ikuko spozna, da je mamin duh vedno pazil nanjo.

## Vloge
- Hitomi Kuroki kot Jošimi Macubara
- Rio Kanno kot Ikuko Macubara – 6-letna Ikuko
- Mirei Oguči kot Micuko Kavai
- Asami Mizukava kot Ikuko Hamada – 16-letna Ikuko
- Fumio Kohinata  kot Kunio Hamada
- Ju Tokui kot Ohta (nepremičninski agent)
- Isao Jacu kot Kamija (upravnik bloka)
- Šigemicu Ogi kot Kišida (Jošimin odvetnik)
- Maiko Asano kot vzgojiteljica mlade Jošimi
- Jukiko Ikari kot mlada Jošimi
- Šindži Nomura kot mediator
- Kiriko Šimizu kot mediatorka
- Teruko Hanahara in Tarou Suva kot starejši ženski
- Jouko Jasuda kot Kono
- Šičiro Gou kot Nišioka (Kuniov odvetnik)
- Sačiko Hara kot Kajo (Jošimina teta)
- Tohru Šinagava kot ravnatelj